# چهار علت

مثالی برای علّت‌های چهارگانه؛ علّت مادّی: چوب- علّت صوری: طرح و نقشه- علّت فاعلی: نجّار- علّت غایی: میز ناهارخوری

عللِ اربعه یا علّت‌های چهارگانه به چهار علّتی گفته می‌شود که به اعتقاد ارسطو علل اصلی در طبیعت چیزی است. این چهار علّت عبارت‌اند از: «علّت مادّی، علّت صوری، علّت فاعلی و علّت غایی.» تنها علّت فاعلی را می‌توان به معنی سببیتی که امروزه مراد می‌شود، دریافت و به‌طور عام این چهار علّت در پاسخ به هر پرسشی از چرایی مطرح می‌شوند.

## ارسطو
ارسطو در کتاب دوم فیزیک و پنجم مابعدالطبیعه، این چهار علّت را بیان می‌کند. ارسطو در اینجا چهار مورد را که می‌تواند در قالب پاسخ به یک سؤال چرایی داده شود، ارائه می‌کند:
- علّت مادّی: چیزی که از آن گرفته شده یا چیز دیگر را تشکیل می‌دهد؛ مثلاً برنز به‌عنوان علّت مادّی یک مجسمهٔ برنزی.
- علّت صوری: شکل، فرم و نگرش مربوط به اینکه چه چیزی به نمایش گذاشته شده‌ است؛ مثلاً شکل مجسمه.
- علّت فاعلی: سبب و منبع اوّلیّهٔ تغییر یا رهایی یعنی صنعتگر و مجسمه‌ساز.
- علّت غایی: فرجام و پایان به این معنا که به چه منظوری است؛ مثلاً یعنی غایت و پایان پیاده‌روی، کم کردن وزن، تطهیر و مصرف دارو، سلامتی است.

برخی معتقدند علل اربعه از دیدگاه ارسطو راه‌حل پرسشی در فلسفهٔ یونان است. پرسش از علّت نظم در جهان، بدین‌معنی‌که مسئول واقعیت وضع چنین و چنان اشیایی که وجود دارند، چیست؟
در معنای ارسطویی هرگاه نظم را علّت حکومت بدانیم، این علّت را می‌توان به چهار صورت زیر توضیح داد:
- علّت مادّی: حکومت از نظم ساخته می‌شود.
- علّت صوری: حکومت باید شبیه نظم شود.
- علّت فاعلی: نظم، حکومت را تولید می‌کند/می‌سازد.
- علّت غایی: هدف غایی و نهایی رقابت، نظم است.

## فلسفهٔ اسلامی
فارابی تلاش می‌کند تا مفاهیم ارسطویی را به زبان خودش نه آن‌گونه که ارسطو می‌گفت، بیان کند. وی در بحث علل اربعه در کتاب تحصیل السعاده به بازگویی علل اربعه‌ای می‌پردازد که در کتاب الطبیعه (فیزیک ارسطو) مطرح شده‌اند. در این کتاب او نشان می‌دهد که با مفهوم ارسطویی علل اربعه کاملاً آشنا است، ولی همچنان به دنبال ارائهٔ تفسیر خودش از علل اربعه است و به جای واژهٔ اسباب که پیش‌تر حنین بن اسحاق گزیده شده بود، مبادی را به‌کار می‌برد.
در میان علل اربعه برای افلاطون و ارسطو، علّت صوری اهمیت بیشتری دارد؛ به‌طوری‌که برای مثال، بخش زیادی از کتاب مابعدالطبیعهٔ ارسطو به نشان دادن صورت و وجه ممیزهٔ اشیاء می‌پردازد. در تمامی کتاب مابعدالطبیعه توجّه چندانی به علّت فاعلی نشده، بلکه ارسطو علّت فاعلی را نیز تبدیل به علّت صوری می‌کند و بررسی می‌کند. این درحالی‌است که ابن‌سینا به خلاف تبیین صورت، تبیین وجود می‌کند و لذا توجّه او اساساً به علّت فاعلی است. از این حیث است که پرسش اساسی ارسطو پرسش از چگونگی و پرسش ابن‌سینا از چرایی است.

## پانوشت‌ها
1. 1 2  The Four Causes
2. ↑  لک‌زایی و کیخا: در باب چیستی علل اربعه
3. ↑  اسماعیلی ایولی: ۱۳۸۳
4. ↑  ارسطوگرایی در فلسفه اسلامی
5. ↑  طالب‌زاده: ۱۳۷۹